# سوت‌زن پشت‌عنابی
سوت‌زن پشت‌عنابی (نام علمی: Coracornis raveni) نام یک گونه از تیره سردرشتان است.